# Thalion Software
Thalion Software est un développeur et éditeur de jeu allemand qui opéra entre la fin des années 1980 et le début des années 1990, principalement sur Atari ST, Amiga et Commodore 64. Il fut réputé tout  particulièrement pour sa volonté d'exploiter au maximum leurs supports de prédilection avec par exemple Lionheart en 1993.

## Liste de jeux
- A Prehistoric Tale
- A320 Airbus
- Ambermoon
- Amberstar
- Atomix
- Chambers of Shaolin
- Dragonflight
- Enchanted Land
- Ghost Battle
- Leavin' Teramis
- Lethal Xcess
- Lionheart
- Magic Lines
- No Second Prize
- Neuronics
- Seven Gates of Jambala
- Tangram
- Trex Warrior
- Warp
- Wings of Death